# Carlos Martínez II
Carlos María Martínez (30 settembre 1940 – 14 novembre 2015) è stato un calciatore uruguaiano, di ruolo difensore.

## Carriera

### Club
Ad oggi si sa poco della sua carriera e della sua biografia, quel che è certo è che giocò con il Fénix (società uruguaiana) tra la metà e la fine degli anni sessanta.

### Nazionale
Proprio durante la sua militanza nel Fénix venne convocato in Nazionale e partecipò al Campeonato Sudamericano de Football 1967 che vinse assieme ai suoi compagni di squadra. Durante la competizione disputò due partite, la prima contro il Venezuela (nella quale entrò al 55' per sostituire Elgar Baeza) e la seconda contro il Cile. Finita la competizione uscì fuori del giro della Nazionale e non disputò più alcuna partita con la Celeste.